# Anton Grot
Anton Grot, nome americanizzato di Antocz Franziszek Groszewski (Kielbasin, 18 gennaio 1884 – Stanton, 21 marzo 1974), è stato uno scenografo polacco naturalizzato statunitense.
Fu candidato cinque volte agli Oscar, ottenendo nel 1941 l'Oscar alla tecnica (Technical Achievement Award).

## Biografia
Nato nel 1884 in quella che oggigiorno è la Cuiavia-Pomerania, emigrò negli Stati Uniti dove lavorò come scenografo, architetto e arredatore con alcuni dei più noti registi della sua epoca. Tra questi, Cecil B. DeMille, Alexander Korda, Mervyn LeRoy, William A. Wellman, Michael Curtiz, William Dieterle.

## Premi e riconoscimenti
Nel 1941, ottenne l'Oscar alla tecnica dopo cinque candidature.
Fu candidato per Svengali (1931) di Archie Mayo, Avorio nero (1936) di Mervyn LeRoy, Emilio Zola (1937) di William Dieterle e Il conte di Essex (1939) di Michael Curtiz.

## Filmografia
- The Mouse and the Lion, regia di Van Dyke Brooke (1913)
- The Light at Dusk, regia di Edgar Lewis - architetto scenografo (1916)
- Arms and the Woman, regia di George Fitzmaurice - architetto scenografo, non accreditato (1916)
- Sylvia of the Secret Service, regia di George Fitzmaurice - architetto scenografo, non accreditato (1917)
- La rosa di Cadice (Rogues and Romance), regia di George B. Seitz - architetto scenografo (1920)
- La strega di York (The Road to Yesterday), regia di Cecil B. DeMille - architetto scenografo (1925)
- Il barcaiuolo del Volga (The Volga Boatman), regia di Cecil B. DeMille - architetto scenografo (1926)
- Young April, regia di Donald Crisp (1926)
- Fighting Love
- White Gold, regia di William K. Howard (1927)
- The Little Adventuress, regia di William C. de Mille (1927)
- Vanity, regia di Donald Crisp (1927)
- Il medico di campagna (The Country Doctor), regia di Rupert Julian (1927)
- A Ship Comes In, regia di William K. Howard (1928)
- Il covo degli avvoltoi (Stand and Deliver), regia di Donald Crisp (1928)
- Vienna, donne e amore (The Blue Danube), regia di Paul Sloane (1928)
- Hold 'Em Yale, regia di Edward H. Griffith (1928)
- Walking Back, regia di Rupert Julian e Cecil B. DeMille (non accreditato) (1928)
- L'arca di Noè (Noah's Ark), regia di Michael Curtiz e Darryl F. Zanuck (non accreditato) (1928)
- Smiling Irish Eyes, regia di William A. Seiter - scenografie set (1929)
- The Squall, regia di Alexander Korda (1929)
- Top Speed, regia di Mervyn LeRoy (1930)
- Bright Lights, regia di Michael Curtiz (1930)
- Kiss Me Again, regia di William A. Seiter (1930)
- The Widow from Chicago, regia di Edward F. Cline (1930)
- Mothers Cry, regia di Hobart Henley (1930)
- Going Wild, regia di William A. Seiter (1930)
- Piccolo Cesare (Little Caesar), regia di Mervyn LeRoy (1931)
- Anima e corpo (Body and Soul), regia di Alfred Santell (1931)
- Svengali, regia di Archie Mayo (1931)
- La dama e l'avventuriero (The Lady Who Dared), regia di William Beaudine (1931)
- Broadminded, regia di Mervyn LeRoy (1931)
- Side Show, regia di Roy Del Ruth (1931)
- The Road to Singapore, regia di Alfred E. Green (1931)
- Il diavolo sciancato (The Mad Genius), regia di Michael Curtiz (1931)
- High Pressure, regia di Mervyn LeRoy (1932)
- L'uomo dalla scure (The Hatchet Man), regia di William A. Wellman (1932)
- Il segreto del dottore (Alias the Doctor), regia di Michael Curtiz e, non accreditato, Lloyd Bacon (1932)
- The Heart of New York, regia di Mervyn LeRoy (1932)
- Beauty and the Boss, regia di Roy Del Ruth (1932)
- Man Wanted, regia di William Dieterle (1932)
- Two Seconds, regia di Mervyn LeRoy (1932)
- Street of Women, regia di Archie Mayo (1932)
- Il dottor X (Doctor X), regia di Michael Curtiz (1932)
- Two Against the World, regia di Archie Mayo (1932)
- Big City Blues, regia di Mervyn LeRoy (1932)
- Una famiglia 900 (A Successful Calamity), regia di John G. Adolfi (1932)
- Amanti senza domani (One Way Passage), regia di Tay Garnett (1932)
- Scarlet Dawn, regia di William Dieterle (1932)
- 20.000 anni a Sing Sing (20.000 Years in Sing Sing), regia di Michael Curtiz (1932)
- The Match King, regia di Howard Bretherton e William Keighley (1932)
- The King's Vacation, regia di John G. Adolfi (1933)
- La maschera di cera (Mystery of the Wax Museum), regia di Michael Curtiz (1933)
- Signore sole (The Keyhole), regia di Michael Curtiz (1933)
- La danza delle luci (Gold Diggers of 1933), regia di Mervyn LeRoy (1933)
- Baby Face, regia di Alfred E. Green (1933)
- Voltaire, regia di John G. Adolfi (1933)
- Viva le donne! (Footlight Parade), regia di Lloyd Bacon (1933)
- Sempre nel mio cuore (Ever in My Heart), regia di Archie Mayo (1933)
- From Headquarters, regia di William Dieterle (1933)
- Son of a Sailor, regia di Lloyd Bacon (1933)
- Easy to Love, regia di William Keighley - architetto scenografo (1934)
- Tanya (Mandalay), regia di Michael Curtiz - architetto scenografo (1934)
- L'ultima carta (Gambling Lady), regia di Archie Mayo - architetto scenografo (1934)
- Il mercante di illusioni (Upperworld), regia di Roy Del Ruth - architetto scenografo (1934)
- He Was Her Man, regia di Lloyd Bacon - architetto scenografo (1934)
- Dr. Monica, regia di William Keighley e, non accreditato, William Dieterle  - architetto scenografo (1934)
- Side Streets, regia di Alfred E. Green - architetto scenografo (1934)
- British Agent, regia di Michael Curtiz - architetto scenografo (1934)
- Un grullo in bicicletta (6 Day Bike Rider), regia di Lloyd Bacon - architetto scenografo (1934)
- The Firebird, regia di William Dieterle - architetto scenografo (1934)
- La sposa nell'ombra (The Secret Bride), regia di William Dieterle - architetto scenografo (1934)
- Red Hot Tires, regia di D. Ross Lederman - architetto scenografo (1935)
- Donne di lusso 1935 (Gold Diggers of 1935), regia di Busby Berkeley - architetto scenografo (1935)
- Il sapore di un bacio (Traveling Saleslady), regia di Ray Enright - architetto scenografo (1935)
- The Florentine Dagger, regia di Robert Florey -  architetto scenografo (1935)
- Il ponte (Stranded) regia di Frank Borzage -  architetto scenografo (1935)
- Il re della risata (Bright Lights), regia di Busby Berkeley - architetto scenografo (1935)
- Broadway Gondolier, regia di Lloyd Bacon -  architetto scenografo (1935)
- Il sogno di una notte di mezza estate (A Midsummer Night's Dream), regia di William Dieterle e Max Reinhardt - architetto scenografo (1935)
- Il dottor Socrate (Dr. Socrates), regia di William Dieterle - architetto scenografo (1935)
- Capitan Blood (Captain Blood), regia di Michael Curtiz - architetto scenografo (1935)
- Mogli di lusso (The Golden Arrow), regia di Alfred E. Green - architetto scenografo (1936)
- L'angelo bianco (The White Angel), regia di William Dieterle - architetto scenografo (1936)
- Avorio nero (Anthony Adverse), regia di Mervyn LeRoy e, non accreditato, Michael Curtiz- architetto scenografo (1936)
- Sing Me a Love Song
- Stolen Holiday, regia di Michael Curtiz - architetto scenografo (1937)
- Emilio Zola (The Life of Emile Zola), regia di William Dieterle - architetto scenografo (1937)
- Confession, regia di Joe May - architetto scenografo (1937)
- L'ultima beffa di Don Giovanni (The Great Garrick), regia di James Whale - architetto scenografo (1937)
- Tovarich, regia di Anatole Litvak (1937)
- Il conte di Essex (The Private Lives of Elizabeth and Essex), regia di Michael Curtiz - architetto scenografo (1939)
- Il lupo dei mari (The Sea Wolf), regia di Michael Curtiz - architetto scenografo (1941)
- I cospiratori (The Conspirators), regia di Jean Negulesco (1944)
- L'alibi di Satana (The Unsuspected), regia di Michael Curtiz - architetto-scenografo (1947)
- Vorrei sposare (June Bride), regia di Bretaigne Windust (1948)
- Fuoco alle spalle (Backfire), regia di Vincent Sherman - architetto scenografo (1950)